# 武垄镇
武垄镇，是中华人民共和国广东省肇庆市德庆县下辖的一个乡镇级行政单位。

## 行政区划
武垄镇下辖以下地区：
武垄社区、武垄村、明星村、罗坪村、四围村、兰源村、播荫村、栗村、罗冲村、豆岭村、双象村和云楼村。